# Gran Premio Nacional 2 de Portugal
El Gran Premio Nacional 2 de Portugal (oficialmente: Grande Premio Nacional 2 de Portugal) es una carrera ciclista profesional por etapas de Portugal creada con el fin de promover, dinamizar y valorizar su territorio atravesando el país de norte a sur por la Ruta Nacional 2.
La prueba inicia en la ciudad de Chaves y finaliza en la ciudad de Faro y su primera edición se disputó entre 18 y el 22 de julio de 2018 con victoria del ciclista español Raúl Alarcón. La prueba forma parte del UCI Europe Tour como competencia de categoría 2.2.

## Palmarés
| Año  | Ganador      | Segundo            | Tercero        |
| ---- | ------------ | ------------------ | -------------- |
| 2018 | Raúl Alarcón | David de la Fuente | Márcio Barbosa |

## Palmarés por países
| País   | Victorias |
| ------ | --------- |
| España | 1         |